# Werner Funck

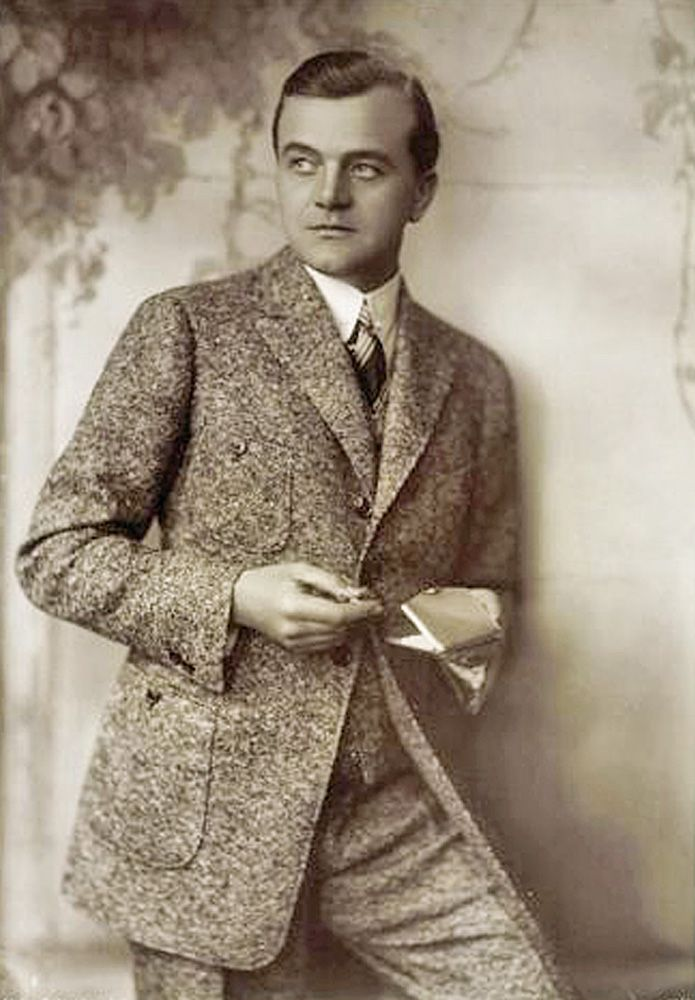
Werner Funck zu Beginn der 1920er Jahre

Werner Funck (* 4. Februar 1881 in Königsberg; † 6. Oktober 1951 in Potsdam) war ein deutscher Schauspieler, Sänger, Filmregisseur und -produzent.

## Leben
Werner Funck absolvierte das Kneiphöfische Gymnasium in Königsberg und begann ein Medizinstudium an der Albertus-Universität Königsberg, das er aber bald aufgab. Stattdessen wandte er sich der Schauspielerei zu. Bereits
am 27. Oktober 1901 debütierte er als Antonio im Kaufmann von Venedig und erhielt am 1. Mai 1903 einen Vertrag als Schauspieler am Königlichen Schauspielhaus Berlin. Er spielte auch in Potsdam, Elberfeld und Königsberg.

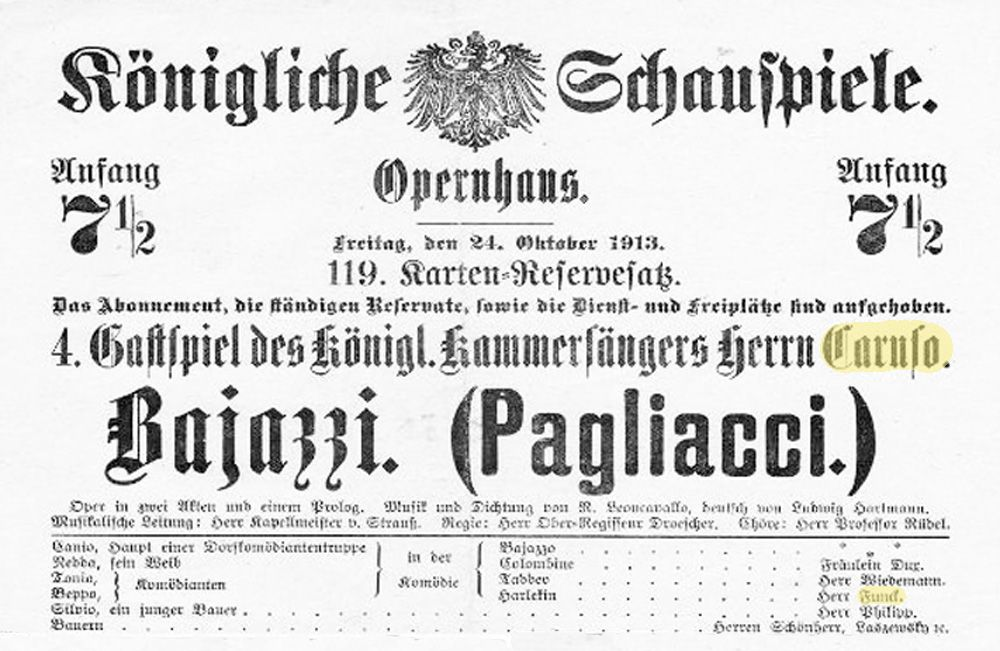
Auftritt mit Enrico Caruso (1913)

1912 schloss er eine Gesangsausbildung bei Max Alfieri (Pseudonym von Moritz Adler (1858–1927)) ab und erhielt ein Engagement am Königlichen Opernhaus in Berlin. Es folgte eine erfolgreiche Sängerkarriere in zahlreichen Rollen (siehe Opernrepertoire). Am beeindruckendsten für ihn dürfte dabei der gemeinsame Auftritt mit Enrico Caruso am 24. Oktober 1913 anlässlich eines Gastspiels des Italieners in Berlin gewesen sein.
1919 entdeckte Funck den Stummfilm für sich und spielte in diesem Jahr gleich in zehn Streifen. In einigen Stummfilmen bis 1925 führte er auch Regie. Mit dem Aufkommen des Tonfilms Ende der 1920er Jahre wandte er sich wieder dem Schauspiel zu. Ende der 1930er Jahre war er erneut in einigen Filmrollen zu sehen. In dieser Zeit produzierte er mit eigener Firma auch zahlreiche Dokumentarfilme über deutsche Landschaften und Städte.
1926 hatte Werner Funck Eleanor Hübner geheiratet. Das Ehepaar zog etwa 1930 nach Golm bei Potsdam, und die junge Frau Funck begann mit Unterstützung ihres Ehemanns auf einem großen Grundstück an der Straße In der Heide mit der Zucht von Deutschen Doggen. Der Zwinger hieß Funcken von der Heide. Wegen ausbleibender Rollenangebote während des Zweiten Weltkriegs widmete sich Werner Funck intensiver der Hundezucht, die nach seinem Tod 1951 von seiner Frau bis 1975 weitergeführt wurde. Eleanor Funck starb 1989.
Die Politikerin Saskia Ludwig, geborene Funck, ist seine Enkelin.

## Opernrepertoire
| Oper                   | Rolle         |
| –––––––––––––––––      | –––––––––––   |
| Aida                   | Amonasro      |
| Bajazzo                | Tonio, Beppo  |
| Carmen                 | Escamillo     |
| Cavalleria rusticana 0 | Alfio         |
| Don Giovanni           | Don Giovanni  |
| Fidelio                | Pizarro       |
| Figaros Hochzeit       | Graf Almaviva |

| Oper                       | Rolle                |
| –––––––––––––––––––––––    | ––––––––––––––––     |
| Der Fliegende Holländer    | Holländer            |
| Der Freischütz             | Eremit               |
| Hans Heiling               | Hans Heiling         |
| Die Hugenotten             | Graf de Saint-Bris   |
| Lohengrin                  | Telramund, Heerrufer |
| Margarethe                 | Mephisto             |
| Meistersinger von Nürnberg | Hans Sachs           |

| Oper                  | Rolle                  |
| ––––––––––––––––––––– | ––––––––––––––––––––   |
| Das Rheingold         | Wotan                  |
| Siegfried             | Wanderer               |
| Tannhäuser            | Wolfram von Eschenbach |
| Undine                | Kühleborn              |
| Die Walküre           | Wotan                  |
| Zar und Zimmermann    | Peter der Erste        |
| Die Zauberflöte       | Sprecher               |

## Filmographie
als Schauspieler
- 1919: Der rote Sarafan
- 1919: Der Skandal im Viktoria-Club
- 1919: Not und Verbrechen
- 1919: Maria Evere
- 1919: Manon. Das hohe Lied der Liebe
- 1919: Im Dienste der Liebe
- 1919: Die Nackten – Ein sozialpolitischer Film
- 1919: Die Nacht des Grauens
- 1919: Die Gesunkenen
- 1919: Die Erbin des Grafen von Monte Christo
- 1920: Der indische Tod
- 1920: Auri Sacra Fames (2 Teile)
- 1920: Das Testament einer Exzentrischen
- 1920: Die schöne Miss Lilian
- 1921: Opfer der Liebe
- 1921: Durch Liebe erlöst
- 1921: Hochstapler
- 1921: Du bist das Leben
- 1921: Was tat ich dir?
- 1921: Lotte Lore
- 1921: Die Hexe
- 1921: Deines Bruders Weib
- 1922: Ihr schlechter Ruf
- 1922: Der schwarze Stern
- 1923: Hallig Hooge
- 1923: Fridericus Rex – 4. Teil
- 1924: Die Fahrt ins Verderben
- 1924: Die Schmetterlingsschlacht
- 1937: Wenn Frauen schweigen
- 1937: Jürgens riecht Lunte
- 1938: Der Maulkorb
- 1938: Verklungene Melodie
- 1938: Der Kapland-Diamant
- 1938: Nordlicht
- 1939: Robert Koch, der Bekämpfer des Todes
- 1939: Zwölf Minuten nach Zwölf
- 1939: Kennwort Machin

als Regisseur
- 1920: Das Mädchen aus der Ackerstraße, 2. Teil
- 1921: Hochstapler
- 1923: Vineta. Die versunkene Stadt
- 1923: Die Magyarenfürstin
- 1924: Die vier Ehen des Matthias Merenus
- 1925: An sonnigen Gestaden

als Regisseur und Produzent
- 1920: Der Mann mit der Puppe
- 1934: Bayreuth, die Stadt Richard Wagners
- 1934: Vom Dr. Eisenbart zum Schmied von Ruhla
- 1934: Über allen Gipfeln ist Ruh
- 1934: Vom Skatbrunnen zu Europas größtem Stausee
- 1934: Durch das Schwarzatal nach Weimar
- 1934: An der Saale hellem Strande
- 1934: Vom Kyffhäuser zur Wartburg
- 1934: Über die rauhe Rhön
- 1934: Von falschen Kartoffeln, dem modernen Dr. Faust zum optischen Zentrum der Welt
- 1934: Oberammergau, das Dorf des Passionsspiels und der Holzschnitzer
- 1934: Vom Inselsberg zum Sonneberger Reiterlein
- 1935: Thüringen. Land und Leute und ihre Arbeit
- 1938: Die Funcken von der Heide
- 1938: Sonniges Rügen
- 1938: Unbekanntes von Rügen
- 1938: Besinnliches Land
- 1938: Altfränkisches um Würzburg
- 1939: Ein Kleinod in Franken
- 1939: Zwei ungleiche Schwestern in Franken
- 1939: Romantik im Taubertal
- 1941: Aus Würzburgs steingewordener Geschichte